# 堀井恒雄
堀井 恒雄（ほりい つねお、1958年11月15日 - ）は、京都府城陽市出身の元プロ野球選手（投手）・コーチ、解説者。1984年から1990年の登録名は「堀井 幹夫」（読み同じ）。

## 経歴

### プロ入り前
実家は1887年代々続く宇治茶の栽培農家で、幼少の頃から玉露や煎茶を当たり前のように飲み、ジュースは飲んだことが無かった。「体を動かすのが好きで」と小学校まで柔道、中学ではクラスメートに誘われて野球部に入部し、入部後間もなく肩の強さを買われ、投手に転向。ノーヒットノーランを達成するなど才能を開花させ、大谷高校卒業後の1977年に大阪商業大学へ進学。
関西六大学リーグでは1年次の同年からマウンドに上がったが、3年次の1979年にはベンチ入りメンバーからも外れてしまった。その1年間をひたすらランニングに費やし、その甲斐あってか4年次の1980年春季で4勝1敗、防御率1.15を記録し、一気にドラフト上位候補になった。在学中2回の優勝を経験し、リーグ通算7勝6敗、大学同期に山田和英がいる。

### プロ入り後
同年のドラフト2位で横浜大洋ホエールズに入団し、1年目の1981年は開幕一軍を果たしたが、6試合登板で二軍に降格。二軍でも2勝10敗、防御率7.29と結果を残せなかった。1984年の春季キャンプで痛めていた腰を庇いながら投げていた所、右肘も痛めてしまった。治り切らないうちに投げ込みを開始し、二軍で復帰したが、再び右肘痛でリタイヤしてしまう。8月下旬に復帰するも、またも右肘痛と結局1年間を棒に振ってしまった。肘痛の不安を抱えたまま迎えた秋季キャンプで小谷正勝投手コーチから、腰の回転が向いているとサイドスロー転向を進められ、堀井は数日間悩んだ後にサイドスロー転向を決意。1985年より投球フォームをサイドスローに変更すると、難点であった制球力が安定し頭角を現す。同年6月8日の阪神戦（札幌円山）で初勝利を挙げ、同年は肘痛も無く1年間を通して活躍し、先発陣の一角として5勝とブレイク。1986年には主に中継ぎとして起用され、自己最高の7勝2セーブを記録した。
1987年オフ、小山昭晴と共に石川賢との交換トレードでロッテオリオンズへ移籍。肘と膝の故障を抱えながら臨んだ1990年4月30日の西武戦（川崎）では4.2回を投げて11安打と猛打を浴び、敗戦投手とはならなかったが無残なKOとなり、試合後に金田正一監督から監督室に呼び出された。いきなり待っていたのは「引退せい!」という痛烈なひと言で、続けて「コーチになれ!」とも迫られた。堀井はまだ続けたいとも言えず「考える時間をください」と言えただけであり、当時は金田を恨んだ。理不尽とも思える引退勧告であったが、生前の金田は「何事にも耐えて黙々と努力する姿が脳裏に残っていたからだ」と後日談として残しており、堀井も後に「若かったからね。結局、あのひと言で引退が決まりましたが、冷静に考えたらコーチ職なんて、なかなか言ってもらえませんからね」と振り返っている。5月6日のダイエー戦（平和台）が最後の登板となり、同年限りで現役を引退。

### 引退後
引退後はロッテ二軍投手コーチ（1991年 - 1992年）→一軍投手コーチ（1993年 - 1994年）、台湾CPBL・時報イーグルス投手コーチ（1995年 - 1996年）を務めた。帰国後はテレビ神奈川「YOKOHAMAベイスターズナイター」解説者（1997年）を経て、古巣・横浜一軍ブルペンコーチ（1998年）→二軍投手コーチ（1999年 - 2004年）を務め、1998年には38年ぶりのリーグ優勝・日本一に貢献。二軍コーチ時代は教えるのではなく、一軍に早く上がるように手助けをすることに生き甲斐を感じた。2005年には1年だけアメリカ独立リーグのジャパン・サムライ・ベアーズ投手コーチに就任し、この時はミールマネーだけで給料は無く、90日間で100試合というハードさであった。ウォーレン・クロマティ監督とはチームの方針を巡って毎晩のようにやり合っていたが、クロマティは堀井について「いいコーチだった。いつもスマイルね。彼はホエールズでプレーしてたんだろ?。私の記憶にはないけれど、私と同時期にセ・リーグにいたんだ。彼とはホテルなんかでもよく野球のことを話したよ」と振り返っている。
2006年に帰国し、横浜のスカウトに就任。チーフスカウトを経て、DeNAでは編成部専任部長を務めた。要職を務めた一方、ある時に海外で飲んだ日本茶の不味さに驚き、「世界の日本茶に対するイメージをどうにか変えないといけない」と感じた。半ば使命感のように「いつかはお茶に携わる仕事を」と思い続け、現在は横浜市保土ケ谷区天王町で宇治茶を販売する製茶店「又兵衛」を経営している。

## 詳細情報

### 年度別投手成績
| 年 度    | 球 団    | 登 板 | 先 発 | 完 投 | 完 封 | 無 四 球 | 勝 利 | 敗 戦 | セ 丨 ブ | ホ 丨 ル ド | 勝 率 | 打 者 | 投 球 回 | 被 安 打 | 被 本 塁 打 | 与 四 球 | 敬 遠 | 与 死 球 | 奪 三 振 | 暴 投 | ボ 丨 ク | 失 点 | 自 責 点 | 防 御 率 | W H I P |
| -------- | -------- | ----- | ----- | ----- | ----- | -------- | ----- | ----- | -------- | ----------- | ----- | ----- | -------- | -------- | ----------- | -------- | ----- | -------- | -------- | ----- | -------- | ----- | -------- | -------- | ------- |
| 1981     | 大洋     | 6     | 0     | 0     | 0     | 0        | 0     | 0     | 0        | --          | ----  | 32    | 6.2      | 8        | 2           | 4        | 0     | 0        | 5        | 0     | 0        | 4     | 4        | 5.14     | 1.80    |
| 1982     | 大洋     | 6     | 1     | 0     | 0     | 0        | 0     | 1     | 0        | --          | .000  | 44    | 11.1     | 5        | 0           | 8        | 0     | 1        | 6        | 0     | 0        | 4     | 4        | 3.27     | 1.15    |
| 1983     | 大洋     | 13    | 0     | 0     | 0     | 0        | 0     | 1     | 0        | --          | .000  | 104   | 21.1     | 27       | 1           | 13       | 2     | 0        | 12       | 2     | 0        | 13    | 9        | 3.80     | 1.88    |
| 1985     | 大洋     | 40    | 14    | 0     | 0     | 0        | 5     | 8     | 0        | --          | .385  | 545   | 123.0    | 136      | 10          | 49       | 4     | 4        | 48       | 3     | 0        | 73    | 68       | 4.98     | 1.50    |
| 1986     | 大洋     | 47    | 1     | 0     | 0     | 0        | 7     | 4     | 2        | --          | .636  | 301   | 71.0     | 82       | 8           | 15       | 3     | 0        | 45       | 1     | 0        | 34    | 31       | 3.93     | 1.37    |
| 1987     | 大洋     | 23    | 0     | 0     | 0     | 0        | 0     | 1     | 0        | --          | .000  | 133   | 27.1     | 35       | 3           | 18       | 1     | 1        | 13       | 2     | 0        | 24    | 15       | 4.94     | 1.94    |
| 1988     | ロッテ   | 12    | 0     | 0     | 0     | 0        | 2     | 1     | 0        | --          | .667  | 70    | 16.0     | 15       | 3           | 8        | 0     | 1        | 9        | 1     | 0        | 10    | 10       | 5.63     | 1.44    |
| 1989     | ロッテ   | 18    | 0     | 0     | 0     | 0        | 1     | 1     | 0        | --          | .500  | 117   | 27.0     | 30       | 2           | 11       | 0     | 3        | 18       | 2     | 0        | 14    | 11       | 3.67     | 1.52    |
| 1990     | ロッテ   | 3     | 0     | 0     | 0     | 0        | 0     | 0     | 0        | --          | ----  | 37    | 6.1      | 14       | 0           | 3        | 0     | 0        | 4        | 0     | 0        | 10    | 2        | 2.84     | 2.68    |
| 通算:9年 | 通算:9年 | 168   | 16    | 0     | 0     | 0        | 15    | 17    | 2        | --          | .469  | 1383  | 310.0    | 352      | 29          | 129      | 10    | 10       | 160      | 11    | 0        | 186   | 154      | 4.47     | 1.55    |

### 背番号
- 14 （1981年 - 1982年）
- 11 （1983年 - 1987年）
- 16 （1988年 - 1990年）
- 83 （1991年）
- 76 （1992年）
- 88 （1993年 - 1994年）
- 2 （1995年 - 1996年）
- 74 （1998年 - 2004年）

### 登録名
- 堀井 恒雄 （ほりい つねお、1981年 - 1983年、1991年 - ）
- 堀井 幹夫 （ほりい つねお、1984年 - 1990年）

## メディア出演
- エバーライフ「美・皇潤」通販CM（2016年。妻・家族と共に出演）
- ぶらり途中下車の旅（2018年2月3日、日本テレビ）